# Грозненский хребет
Грозненский хребет (чечен. Маьхка-даьттан дукъ — нефтеной хребет), располагается в Чечне, на выходе из Алханчуртской долины между Терским и Сунженским хребтами (ширина долины в этом месте составляет 1-2 км). Длина хребта составляет примерно 20 км. На западе Грозненский хребет небольшой перемычкой соединён с Сунженским хребтом. Восточная оконечность хребта завершается возвышенностью Ташкала (286 м). Грозненский и Сунженский хребты разделены Андреевской долиной.
Поверхность хребта сложена галечниками, железистыми песчаниками, сланцеватыми, часто гипсоносными глинами. Распространены четвертичные отложения в виде лёссовидных суглинков, которые покрывают дно Алханчуртской долины и поверхность террас Терека.